# Aeroportul Hukuntsi
Aeroportul Hukuntsi (IATA: HUK) este un aeroport din Districtul Kgalagadi, Botswana ce deservește zona Hukuntsi. A fost numit după zona deservită.
Situat la o altitudine de 1.132 m, aeroportul dispune de o singură pistă.